# Lyonia macrocalyx
Lyonia macrocalyx är en ljungväxtart som först beskrevs av John Anthony, och fick sitt nu gällande namn av Airy Shaw. Lyonia macrocalyx ingår i släktet Lyonia och familjen ljungväxter. Inga underarter finns listade i Catalogue of Life.